# Platygonia angrana
Platygonia angrana är en insektsart som beskrevs av Young 1977. Platygonia angrana ingår i släktet Platygonia och familjen dvärgstritar. Inga underarter finns listade i Catalogue of Life.